# بیمارستان حضرت فاطمه الزهرا (مهر)
بیمارستان حضرت فاطمه الزهرا بیمارستانی است درمانی واقع در شهر مهر، استان فارس وابسته به دانشگاه علوم پزشکی شیراز با ظرفیت ۳۱ تخت فعال که در سال ۱۳۶۳ شمسی تأسیس گردید.
بخش‌های بستری موجود در این بیمارستان عبارتند از: داخلی، اطفال، جراحی عمومی، پست پارتوم، ارولوژی، ENT، اورژانس بستری و جراحی زنان و زایمان